# Pros Chray
Pros Chray (ur. 15 kwietnia 2000) – kambodżański zapaśnik walczący w stylu klasycznym. 
Trzynasty na igrzyskach azjatyckich w 2022. Srebrny medalista mistrzostw Azji Południowo-Wschodniej w 2023 roku.